# تورالبا دي ريبوتا
بلدية تورالبا دي ريبوتا (بالإسبانية: Torralba de Ribota) هي بلدية تقع في مقاطعة سرقسطة التابعة لمنطقة أراغون شمال شرق إسبانيا.

## الديموغرافيا
بلغ عدد سكان بلدية تورالبا دي ريبوتا 202 نسمة عام 2011 (وفقاً للمعهد الوطني الإسباني للإحصاء).
| 237 | 229 | 198 | 192 | 187 | 200 | 202 |